# Teotl (bande dessinée)
Pour les articles homonymes, voir Teotl.
Teotl est une série de bande dessinée française de Tot et Mylydy. L'histoire est située dans un univers différent du nôtre, où se déroulent d'étranges combats.

## Tomes
1. Arahorus, 20 octobre 2011 (ISBN 978-2-35918-233-0)
2. Sepatep, Roubaix, Ankama éd., 14 juin 2012, 111 p. (ISBN 978-2-35910-288-8)
3. Micla, Roubaix, Ankama éd., 29 août 2013, 105 p. (ISBN 978-2-35910-304-5)